# Emile Schrijver

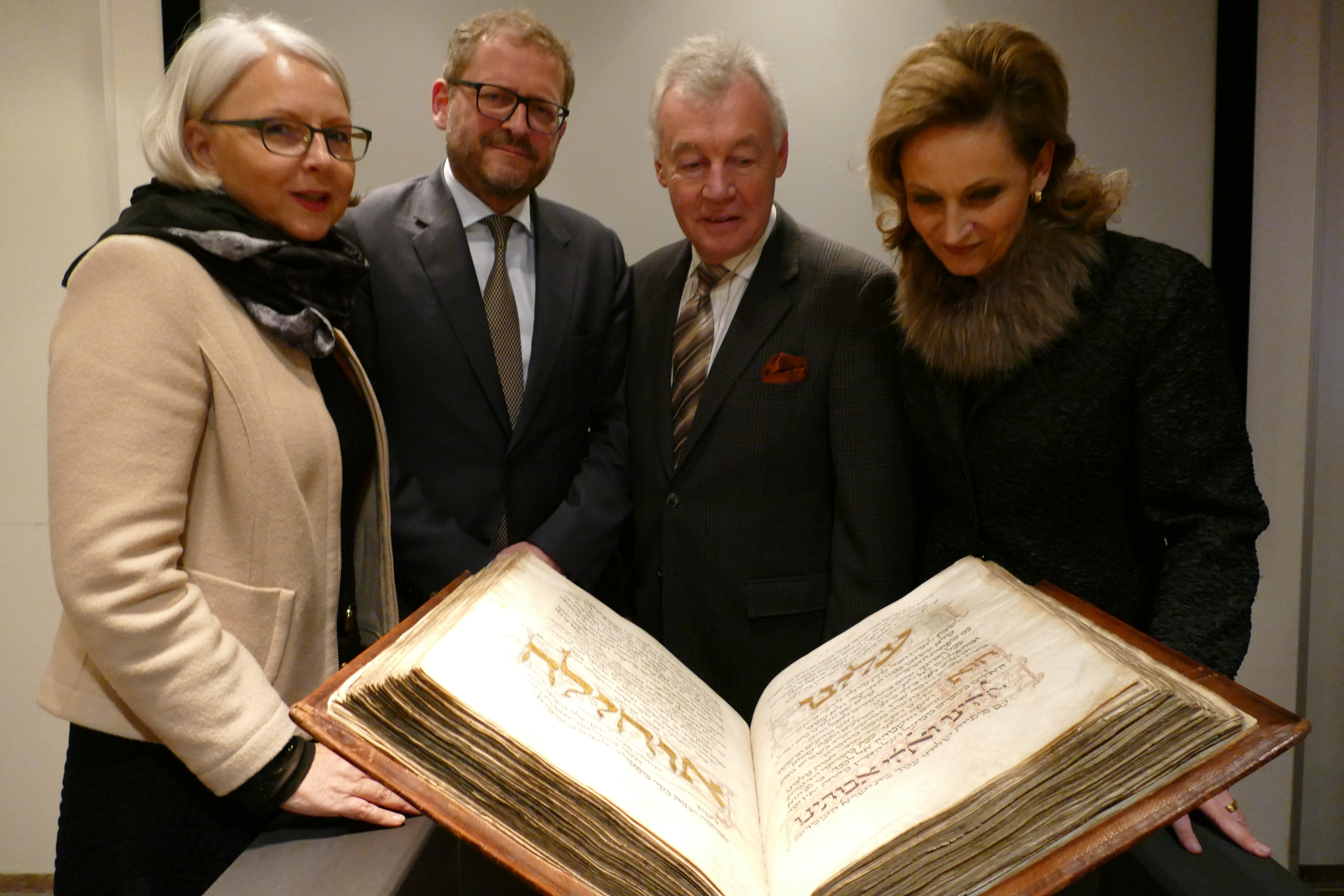
Emile Schrijver (2.v.l.) bei der Vorstellung des Amsterdam Machsor in Köln

Emile George Lodewijk Schrijver (geb. 10. September 1962 in Amsterdam) ist ein niederländischer Hebraist. Seit 2015 ist er Generaldirektor des Jüdisches Kulturviertel  in Amsterdam.

## Beruflicher Werdegang
Emile Schrijvers jüdischer Vater überlebte den Holocaust, weil er sich in den Kriegsjahren in Niederländisch-Indien aufhielt und dort mit seiner Frau interniert wurde. Erst nach ihrer Rückkehr in die Niederlande erfuhren die Eheleute von der Ermordung zahlreicher Verwandter des Vaters.
Durch die Lektüre der Werke von Jacques Presser entwickelte Emile Schrijver schon als Jugendlicher sein Interesse für jüdische Kultur. Laut eigener Aussage aus dem Jahre 2020 ist er „einer der zehn sichtbarsten Juden in Amsterdam“.
Schrijver studierte von 1980 bis 1985 Hebräische Sprache an der Universität Amsterdam. Anschließend forschte er für die Nederlandse Organisatie voor Wetenschappelijk Onderzoek (NWO). Zwischen 1996 und 2004 war er Direktor des Mennasseh ben Israel Instituut für kulturelle und soziale jüdischen Studien in Amsterdam, ab 2003 Kurator der Bibliotheca Rosenthaliana, der jüdischen Bibliothek der Amsterdamer Universität. Zudem ist er Konservator der Braginsky Collection von hebräischen Manuskripten und Büchern in Zürich. Er ist Hauptredakteur der Encyclopedia of Jewish Book Cultures, die ab 2020 bei Brill erscheint, sowie Vorsitzender der European Association of Jewish Museums, die er 1989 mitgegründet hat. Von 2012 bis 2013 war er Interimsdirektor der Bibliothek Ets Haim. Seit 2013 lehrt er als außerordentlicher Professor an der Amsterdamer Universität jüdische Buchgeschichte.
2015 wurde Emile Schrijver Generaldirektor des Jüdischen Kulturviertel in Amsterdam, als Nachfolger von Joel Cahen, der in Pension ging. Das Kulturviertel umfasst unter anderem die Hollandsche Schouwburg, die Portugiesische Synagoge, das Nationaal Holocaust Museum und das Jüdische Historische Museum. Die Eröffnung des Holocaust-Museums mache es möglich, im Jüdischen Historischen Museum der Darstellung jüdischer Kultur mehr Raum zu geben: „[...] we willen vierhonderd jaar Joods Nederland niet reduceren tot vijf jaar catastrofe“. („Wir wollen 400 Jahre jüdische Niederlande nicht auf fünf Jahre Katastrophe reduzieren.“)
Unter Schrijvers Ägide erwarb das Jüdische Historische Museum gemeinsam mit dem Kölner MiQua die kostbare hebräische Handschrift Amsterdam Machsor, die fortan abwechselnd in den beiden Städten gezeigt wird.

## Ehrungen
2018 wurde Emile Schrijver mit dem österreichischen Ehrenkreuz für Wissenschaft und Kunst ausgezeichnet.

## Publikationen
- De Hillel Codex. Prometheus, 2021, ISBN 978-90-446-4930-7 (niederländisch). (Roman)